# Heinrich Beck (Ingenieur)

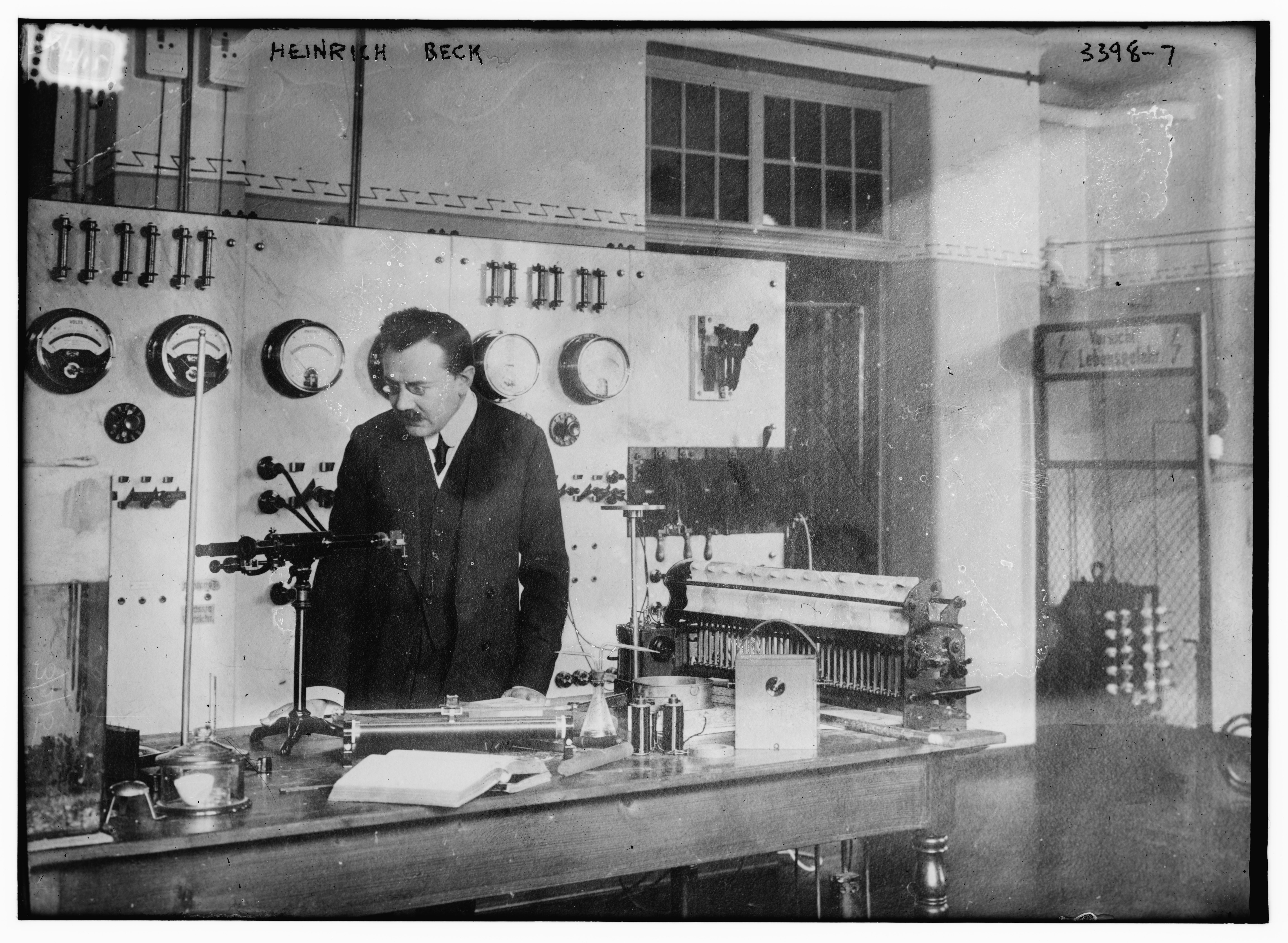
Heinrich Beck

Heinrich Beck (* 20. September 1878 in Salzungen; † 17. August 1937 in Meiningen) war ein deutscher Elektroingenieur und Erfinder.

## Leben

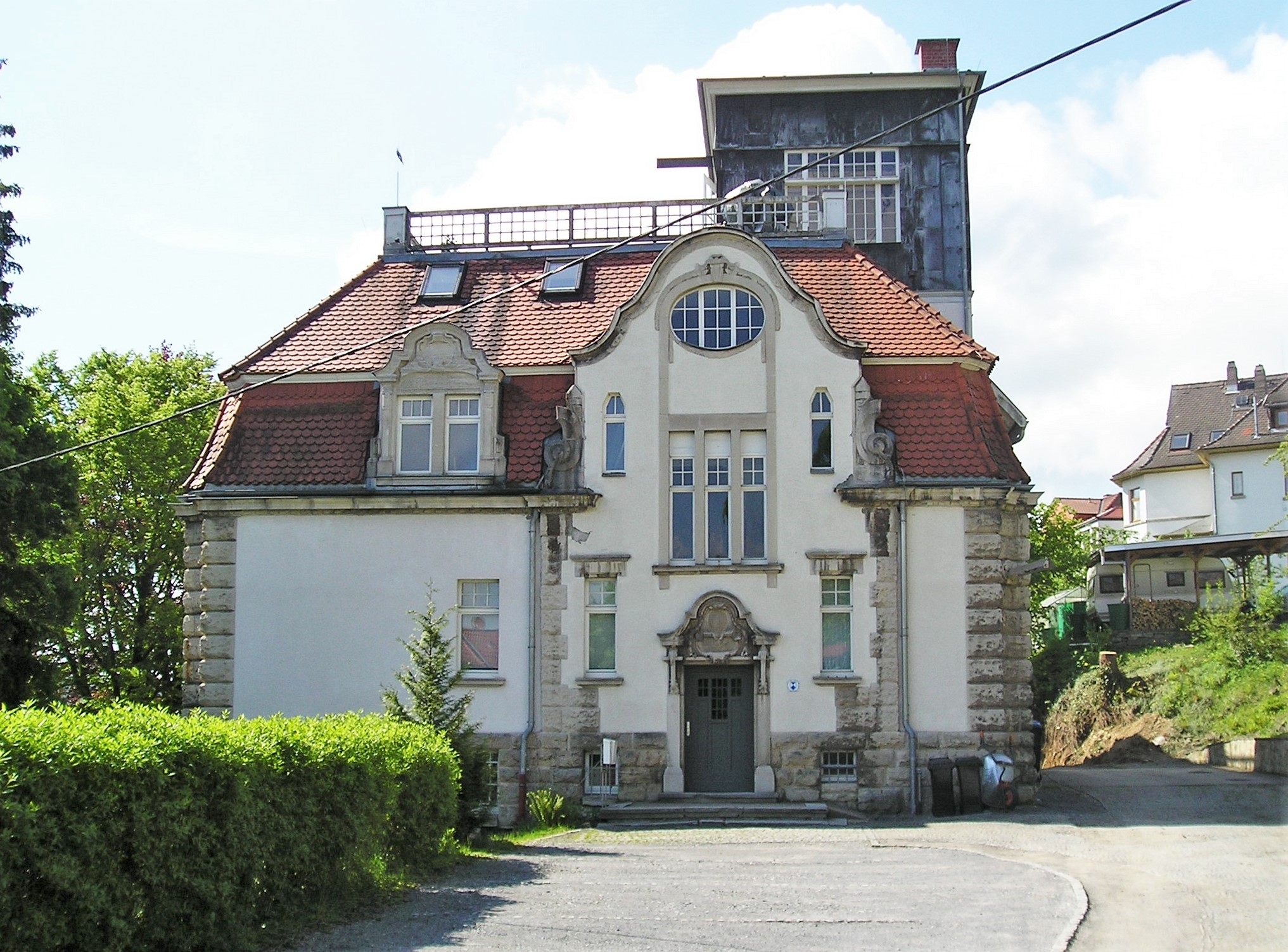
Das Heinrich-Beck-Institut in Meiningen

Ab 1888 besuchte Heinrich Beck das Gymnasium in Meiningen und zeigte bereits früh Interesse an technischen Erfindungen. Mit 13 Jahren baute er eine Elektrisiermaschine, die vom Gymnasium für das Naturalienkabinett, wie man die Unterrichtsräume für den sehr rudimentären Physikunterricht damals nannte, käuflich übernommen wurde. Nach dem Tod des Vaters 1892 beendete Heinrich Beck seine Schullaufbahn vorzeitig und begann zunächst eine Lehre als Schlosser, da diese Ausbildung ihm mehr zu entsprechen schien als das Lernen altsprachlicher Vokabeln.
Zwischen 1896 und 1898 studierte er am Neuen Technikum Hildburghausen, an dem zu dieser Zeit Conrad Matschoss, der spätere Pionier der deutschen Technikgeschichtsschreibung, Maschinenbau-Vorlesungen hielt. Außerdem war er an der Technischen Hochschule (Berlin-)Charlottenburg Gasthörer bei Adolf Slaby, der dort seit 1883 als erster ordentlicher Professor für Elektrotechnik wirkte. Bereits zu dieser Zeit beschäftigte sich Heinrich Beck mit der Konstruktion und Herstellung einer Dynamomaschine. Dies führte zur ersten Berührung mit der Lichttechnik, als das Gerät zur Speisung einer Scheinwerfer-Kohlebogenlampe eingesetzt wurde.
Zwischen 1899 und 1902 war Heinrich Beck beim Hamburger Installationsbüro Bischof & Rodatz als technischer Assistent angestellt. Hier beschäftigte er sich vor allem mit der Verbesserung der mangelnden Betriebssicherheit und den zu komplizierten Regelungsmechanismen der am Hamburger Hafen eingesetzten Bogenlampen.
1903 ließ er sich in Meiningen im Herzogtum Sachsen-Meiningen nieder, wo er im Keller des Gasthauses „Waldfrieden“ die Konstruktion der regelwerklosen Beck-Bogenlampe vorantrieb. Drei Jahre später kam es mit Unterstützung einiger Geldgeber zur Gründung der Deutschen Beck-Bogenlampen-Gesellschaft in Frankfurt am Main. Nach der Insolvenz der Gesellschaft errichtete Beck 1912 in einer neuerbauten Meininger Villa das Heinrich-Beck-Institut, wo er bis zu seinem Tod mit Unterbrechungen forschte.

## Herausragende Entdeckung
1909 begann er die Arbeit an der Entwicklung eines Hochleistungsscheinwerfers für die Marine. Zwischen 1911 und 1912 entdeckte er den Effekt, dass sich im überlasteten Gleichstrom-Entladungsbogen zwischen Kohleelektroden mit galvanischem Mantel und dem Leuchtsalzdocht der Anode durch folgende Faktoren ein hochintensiver Lichtstrom einstellt:
1. Von der als Kathode fungierenden Kohle geht ab einer Stromdichte von etwa 1,2 A/mm² unabhängig vom elektromagnetischen Kraftfeld ein Büschel von äußerst schnellen Elektronen, Ionen und Molionen aus. Es verlässt die Kohlenspitze in gerader Linie und ist durch eine sichtbare Dunkelzone von den langsameren Ionen im Hauptfeld getrennt.
2. Durch die große Energie dieses Ionenbüschels und die Ionisierung neutraler Teilchen vor der Anode stellt sich eine negativ geladene Plasmaschicht mit hohen Temperaturen ein. Dieses Gasplasma wird einerseits von schnellen Elektronen durchschlagen, andererseits bildet es für die schwereren Molionen einen Schild. Die negative Flamme, es finden auch chemische Prozesse statt, die starke Lichterscheinungen verursachen, wird dadurch abgelenkt, und zwar am stärksten ihre Spitze mit den sie verlassenden Ionen. Die Ablenkung findet infolge Thermik nach oben statt.
3. Unter dem heißen Gasplasma vor der Anode bildet sich ein mehr oder weniger tiefer Krater. In Abhängigkeit von der mittleren Stromdichte an Kraterrand, Kraterkehle und verdampfendem Docht (Schwermetallsalze und Halogenide) stellt sich ein Gleichgewicht ein zwischen Kratertiefe und Abbrand der Kohle. Die Schmelz- und Verdampfungstemperaturen der beteiligten Elemente sind ausschlaggebend.
4. Folgende Elemente und Verbindungen sind an der Lichtemission beteiligt: Kohlenstoff, Cer, Fluor, Wasserstoff, Sauerstoff, Stickstoff, Schwefel, Kupfer, Cerfluorid, Cerkarbid, Kohlenwasserstoffe, Oxide, Nitride, Sulfide.

## Patent
Deutsches Reichspatent Nr. 262913, erteilt der Körting & Mathiesen AG in Leutzsch bei Leipzig; patentiert im Deutschen Reich vom 13. September 1910 an.
1912 konnte der erste Versuchsscheinwerfer in Zusammenarbeit mit dem Leipziger Unternehmen Körting & Mathiesen der Marine vorgestellt werden, die sich jedoch – trotz einer unübertroffenen Reichweite – gegen seine Einführung entschied, weil sie befürchtete, dass das reinweiße Licht des Beck-Bogens eine dunstige Atmosphäre weniger gut durchdringen würde als das gelbliche Licht herkömmlicher Kohlebogenlampen.
Über seinen Repräsentanten in den Vereinigten Staaten konnte Heinrich Beck jedoch einen Kontakt zur US-Marine herstellen, die sich an seiner Erfindung sehr interessiert zeigte, da der Beck-Scheinwerfer, der bis 1945 als der leistungsstärkste weltweit galt, die Leistungskraft US-amerikanischer Produkte um etwa das Fünffache übertraf. Heinrich Beck verkaufte seine US-Scheinwerferpatente an General Electric und musste nach dem Ausbruch des Ersten Weltkriegs bis zum Ende der Feindseligkeiten in den Vereinigten Staaten bleiben.

## Weiterentwicklung
1920 kam Heinrich Beck zurück nach Meiningen und konnte zunächst wegen der Bestimmungen des Versailler Vertrags die die Entwicklung von Großscheinwerfern nur den Siemens-Schuckertwerken erlauben, aber seine frühere Beschäftigung nicht wieder aufnehmen.
Seine Söhne Harald und Heinz Beck hatten sich schon in frühester Jugend mit der Scheinwerfertechnik vertraut gemacht und brachten ihre Kenntnisse und Erfahrungen dann nach dem Tod Heinrich Becks 1937 bei der Entwicklung neuer Großscheinwerfer durch die AEG ein, die den Beckscheinwerfer in Lizenz herstellte und noch wesentlich verbesserte.
2003 gründeten der Enkel und Urenkel von Heinrich Beck, Dr. Rasmus Beck und Tilmann Beck, die Heinrich-Beck-Institut GmbH (HBI) am alten Sitz in Meiningen und setzen die Tradition in der Entwicklung von Scheinwerfern fort. Sie setzen hierbei auf die LED-Technik und verstehen sich als Technologie-Lieferant für Leuchtenhersteller. Entwickelt werden unter dem Produktnamen „BeckLite“ Hightech-Taschenlampen, Scheinwerfersysteme, Vorfeldbeleuchtungen von Flughäfen und Straßenbeleuchtungen, die nur einen Bruchteil der Energie herkömmlicher Lichtquellen verbrauchen und zudem leuchtstärker sind.

## Schriften
- Die Theorie des Beck-Lichtbogens. In: Elektrotechnische Zeitschrift, 42. Jahrgang 1921, Heft 36 (vom 8. September 1921).